# Петко Антипов
Петко Вълков Антипов е български революционер, деец на Вътрешната македонска революционна организация.

## Биография
Антипов е роден в дедеагачкото село Дервент. Влиза във ВМОРО. В 1902 година е избран за председател на дедеагачкия околийски революционен комитет със седалище в Дервент.